# Río Zaldivia
El río Zaldivia (en euskera, Zaldibia), también llamado Amundarain, es un río del norte de la península ibérica, afluente del río Oria, que discurre por la provincia de Guipúzcoa, España.

## Curso
El Zaldivia nace cerca de la Sierra de Aralar, en la ladera del monte Salastarri a unos 700 m s. n. m. Discurre en dirección noroeste atravesando las localidades de  Arkaka, Antsurieta, Egiluz, Zaldivia e Irastortza y desemboca en el río Oria en la localidad de Ordicia.